# Bùi Quỳnh Hoa
Bùi Quỳnh Hoa (sinh ngày 8 tháng 7 năm 1998) là một hoa hậu, người mẫu Việt Nam. Cô từng giành vương miện Hoa hậu Áo dài Việt Nam Thế giới 2017 và Giải Vàng Siêu mẫu Việt Nam 2018. Cô từng tham gia Hoa hậu Hoàn vũ Việt Nam 2022 và lọt Top 10 chung cuộc. Cô đại diện Việt Nam tham dự Siêu mẫu Quốc tế 2022 và giành được ngôi vị quán quân. Sau đó cô dự thi Miss Universe Vietnam 2023 và đã đăng quang tại cuộc thi này và đại diện Việt Nam tại đấu trường Hoa Hậu Hoàn Vũ 2023.

## Tiểu sử
Bùi Quỳnh Hoa, sinh ngày 8 tháng 7 năm 1998 tại Hà Nội. Năm 2018, cô đăng quang ngôi vị cao nhất của Siêu mẫu Việt Nam 2018. Trước đó, Quỳnh Hoa từng giành vương miện của cuộc thi Hoa hậu Áo dài Việt Nam Thế giới 2017 tổ chức tại thành phố Praha, Cộng hòa Séc.

## Sự nghiệp

### Hoa hậu Áo dài Việt Nam Thế giới 2017
Năm 2017, Quỳnh Hoa đăng quang cuộc thi Hoa hậu Áo dài Việt Nam Thế giới 2017, diễn ra tại thủ đô Praha - Cộng hòa Séc.

### Hoa hậu Hoàn vũ Việt Nam 2017
Cô tham gia và dừng chân tại Top 45 thí sinh tham gia vòng chung kết Hoa hậu Hoàn vũ Việt Nam 2017.

### Hoa hậu Biển Việt Nam Toàn cầu 2018
Cô tiếp tục tham gia cuộc thi sắc đẹp Hoa hậu Biển Việt Nam Toàn cầu 2018 nhưng rút lui sau đó vì lý do cá nhân

### Siêu mẫu Việt Nam 2018
Năm 2018, cô tham gia Siêu mẫu Việt Nam 2018, với sự dìu dắt của huấn luyện viên Hương Giang và sự nỗ lực của mình, cô đã giành chiến thắng cuộc thi, cùng giải phụ Siêu mẫu có gương mặt đẹp nhất.

### Hoa hậu Hoàn vũ Việt Nam 2022
Cô trở lại Hoa hậu Hoàn vũ Việt Nam 2022 và dừng chân ở Top 10 chung cuộc.

### Siêu mẫu Quốc tế 2022
Cô được thông báo là đại diện Việt Nam tại cuộc thi Siêu mẫu Quốc tế 2022.
Vào đêm chung kết tổ chức vào ngày 15 tháng 9, cô đã xuất sắc đăng quang cuộc thi Siêu mẫu Quốc tế 2022 với giải phụ Best National Costume.

### Hoa hậu Hoàn vũ 2023
Quỳnh Hoa đã không có thành tích nào nổi bật trong cuộc thi Miss Universe 2023.

## Thành tích
- Đăng quang Hoa hậu Áo Dài Việt Nam Thế Giới 2017
- Top 45 Hoa hậu Hoàn vũ Việt Nam 2017
- Giải Vàng Siêu mẫu Việt Nam 2018
- Top 40 Hoa hậu Biển Việt Nam Toàn cầu 2018 (Rút lui)
- Top 10 Hoa hậu Hoàn vũ Việt Nam 2022
- Quán quân Siêu mẫu Quốc tế 2022
- Đăng quang Miss Universe Vietnam 2023

## Tranh cãi

### Siêu mẫu Việt Nam 2018
- Dù đoạt giải vàng Siêu mẫu Việt Nam 2018 nhưng nhiều ý kiến trái chiều cho rằng khuôn mặt và hình thể của cô phù hợp với một hoa hậu, không phải của một siêu mẫu[12]. Ngoài ra, cuộc thi năm 2018 của Siêu mẫu Việt Nam cũng không được đánh giá cao như các mùa giải trước.[13][14]

### Lùm xùm đời tư
Đăng quang gây tranh cãi
- Ngày 29.9.2023 sau khi đăng quang Miss Universe Vietnam 2023, Bùi Quỳnh Hoa vướng nghi vấn được 'dọn đường' để giành ngôi vị cao nhất. Vì trước đó Hoa từng đích thân đi đón và xuất hiện bên cạnh đương kim Hoa hậu Hoàn vũ 2022 R'Bonney Gabriel khi nàng hậu  này sang Việt Nam để ký nhượng quyền cuộc thi Miss Universe Vietnam với đơn vị nắm bản quyền mới.[15] Điều này vướng lên nghi ngờ cô đã được lựa chọn cho ngôi vị cao nhất từ trước.[16]
- Tại phần ứng xử đêm chung kết, cô bị soi có phần trả lời ứng xử  rất giống gợi ý trên Google trước câu hỏi: "Theo bạn, thế nào là vẻ đẹp tự tin?". Bên cạnh đó, người đẹp nói sai cụm từ "thắng không kiêu, bại không nản" thành "thắng không kiêu, bại không chảnh". Và phần trả lời bằng tiếng Anh của cô rất giống với phần ứng xử của Hoa hậu Hoàn vũ 2021 Harnaaz Sandhu.[17]
- Đặc biệt, việc bà Thuý Nga - Trưởng ban tổ chức cuộc thi - ngăn Lan Khuê khi đang đặt câu hỏi cho Quỳnh Hoa càng khiến khán giả nghi ngờ, Ban giám khảo có sự sắp xếp câu hỏi cho người đẹp này.[18][19]

Bê bối hút bóng cười
- Trưa 4.10.2023, mạng xã hội xuất hiện đoạn video quay cận nhóm bạn vui đùa, thách đố nhau hít nhiều quả bóng cười, trong đó có một người được cho là Miss Universe Vietnam 2023 Bùi Quỳnh Hoa. Sau đó ban tổ chức Miss Universe Vietnam đã lên tiếng xác nhận là sự thật nhưng họ cảm thông cho cô ấy vì lúc đó Bùi Quỳnh Hoa còn quá trẻ nên đã lỡ phạm sai lầm và cam đoan đó là lần duy nhất cô ấy sử dụng bóng cười. Tưởng chừng mọi chuyện sẽ kết thúc nhưng sau đó người hâm mộ lại nhìn thấy ảnh Bùi Quỳnh Hoa cạnh quả bóng và nhìn hình cũng dễ đoán sự việc chỉ xảy ra cách đây 1 hoặc 2 năm, tức là lời cam đoan từ ban tổ chức Miss Universe Vietnam là sai sự thật.

Bị buộc thôi học
- Chiều 29.3.2024 mạng xã hội bất ngờ lan truyền thông tin Bùi Quỳnh Hoa bị thôi học, Cụ thể theo danh sách sinh viên bị buộc thôi học vì vi phạm quy chế tại Trường Đại học Sân khấu – Điện ảnh Thành phố Hồ Chí Minh, nàng hậu gốc Hà Nội đã bỏ trắng một học kỳ tại trường.[22]